# Ramal Concordia-Concepción del Uruguay del Ferrocarril General Urquiza
El ramal Concordia-Concepción del Uruguay (ramal U-7) del Ferrocarril General Urquiza en la provincia de Entre Ríos en Argentina tiene 136 km y se halla desactivado desde 1997. Comunicaba la estación Concordia Central con la estación Concepción del Uruguay, con un desvío al Puerto de Concepción del Uruguay.

## Historia
La ley n.º 6508 sancionada el 7 de octubre de 1909 autorizó al Ferrocarril Nordeste Argentino la construcción de dos ramales desde Concordia, a Federal y a Concepción del Uruguay. El 2 de mayo de 1917 se declaró caduco el primero al no efectivizarse, mientras que el segundo fue librado al servicio en forma provisoria el 13 de diciembre de 1913 e inaugurado el 5 de enero de 1915, cuando se habilitaron las estaciones, incluyendo en forma provisoria el servicio de pasajeros en la estación Concepción del Uruguay del Ferrocarril Entre Ríos. Los planos del ramal habían sido aprobados por decreto de 20 de enero de 1911. El 1 de marzo de 1948 el Estado nacional tomó formal posesión del Ferrocarril Nordeste Argentino y el 1 de enero de 1949 quedó integrado dentro del nuevo Ferrocarril Nacional General Urquiza creado ese día. 
Hasta su cierre el 31 de agosto de 1980 el frigorífico CAP Yuquerí ubicado en Benito Legerén contaba con servicios de trenes para sus empleados desde Concordia, junto con 3 desvíos particulares hacia la planta. Otro desvío particular se hallaba en el frigorífico San José.
El servicio de pasajeros entre ambas cabeceras era realizado por los trenes n.º 2313 y 2314 (coche motor) hasta que el decreto n.º 44/1990 del 4 de enero de 1990 dispuso la racionalización de los servicios de pasajeros interurbanos ordenando su cierre en un plazo de 30 días. Las estaciones intermedias se clausuraron para el tráfico ferroviario el 5 de noviembre de 1991, corriendo el último coche motor el día anterior. El último tren de carga atravesó el ramal en 1997 y al romperse un puente dejó de utilizarse.
A lo largo de los años siguientes parte de las vías fueron robadas en algunos tramos y el ramal quedó cortado por las obras de la Defensa Sur contra inundaciones del río Uruguay de Concordia construida entre 1998 y 2005.
Desde 2003 un servicio turístico de 7 km y 90 minutos los sábados y domingos en dos zorras con dos vagoncitos fue realizado como emprendimiento local entre la estación Ubajay (convertida en museo) y el puente sobre el arroyo Palmar en las cercanías del parque nacional El Palmar. Desde julio de 2010 debido a las obras de la autovía 14 el servicio cambio de dirección realizando el recorrido de 6.5 km entre Ubajay y el puente sobre el arroyo Concepción.